# Opanijé

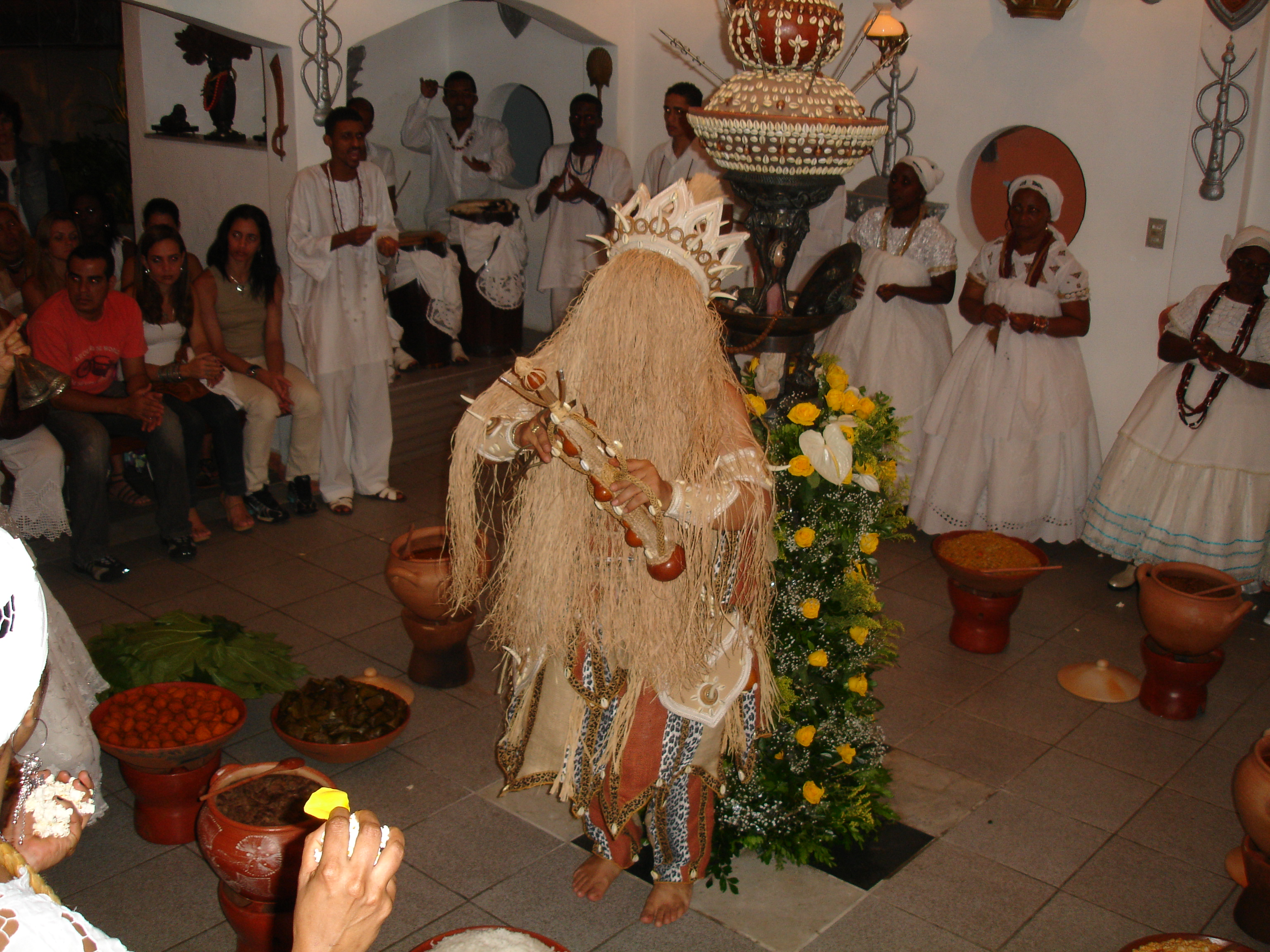
Obaluaiê dançando Opanijé. No candomblé do Ilê Axé Ijino Ilu Oróssi

Opanijé, no candomblé é um toque sagrado, entoado para o Orixá Obaluaiê, Omolu, Xapanã e Sapatá geralmente tocado para a divisão de um conjunto de comida ritual chamada Olubajé, quando todos em silencio recebem sua porção, e os crentes aproveitam este momento para pedir saúde e longevidade. O orixá dança numa representação simbólica, mostrando sua ligação com os mortos (Icu) e o seu domínio sobre a terra.
Sua dança é dramática, deslocando-se para a direita e esquerda mostrando as duas faces das mãos, referindo-se a vida e a morte, a saúde e a doença, o dia e a noite, o direito e o esquerdo, a dualidade, ambivalência, a impermanência e o movimento de todas as coisas. Depois com as mãos espalmadas reafirma que é só aguardar para presenciar esta mudança que será inevitável. Apontando o seu dedo indicador sobre a palma da mão, salienta que é uma questão de tempo, pois tudo está escrito na linha da vida e assim será. Com o mesmo dedo aponta para o céu e para a terra reafirmando o seu domínio sobre eles, em seguida aponta para ouvido, olho e boca, expressando que nada acontece sem que ele escute, veja e em silencio permanecerá. Lentamente dobra os joelhos, desce até o chão e descreve a sentença de todos, abrindo a sepultura, colocando o corpo sem vida e cobrindo-o com seu elemento mais precioso, a terra, em seguida pega seu Xaxará (objeto que traz a vida), se levanta e triunfa sobre a verdade absoluta, recebendo e acolhendo a alma do seus filhos, que agora sobre o seu domínio conhecerá a vida pós morte. Assim encerra a dança deste grande Orixá amado por muitos e respeitado por todos. Atotô (nós te respeitamos).
A origem da palavra é a língua iorubá, onde significa "aceitar comer" (opa - aceita), (nijé - comer).